# Hypena columbana
Hypena columbana là một loài bướm đêm trong họ Erebidae.